# Make (Botswana)
Make é uma vila localizada no distrito de Kgalagadi em Botswana. Possuía, em 2011, uma população estimada de 398 habitantes.